# First Winter
First Winter ist ein kanadischer Kurzfilm aus dem Jahr 1981, produziert vom National Film Board of Canada und unter der Regie von John N. Smith.

## Handlung
Dieses historische Drama erzählt vom ersten Winter einer irischen Einwandererfamilie in Kanada im Outaouais River Basin in Ontario im Jahr 1830 und veranschaulicht die Schwierigkeiten, mit denen die Siedler zu kämpfen hatten.

## Auszeichnung
Der Film wurde bei der 54. Oscarverleihung für einen Oscar in der Kategorie Bester Kurzfilm nominiert.